# Kasseler Sport-Verein Hessen Kassel 2009-2010
Questa voce raccoglie le informazioni riguardanti il Kasseler Sport-Verein Hessen Kassel nelle competizioni ufficiali della stagione 2009-2010.

## Stagione
Nella stagione 2009-2010 l'Hessen Kassel, allenato da Mirko Dickhaut, concluse il campionato di Regionalliga sud al 4º posto.

## Rosa
| N. |                     | Ruolo | Calciatore      |
| -- | ------------------- | ----- | --------------- |
| 1  | Germania (bandiera) | P     | Dennis Lamczyk  |
| 3  | Germania (bandiera) | D     | Christoph Keim  |
| 4  | Kosovo (bandiera)   | D     | Mentor Latifi   |
| 5  | Germania (bandiera) | C     | Philipp Herbold |
| 6  | Germania (bandiera) | D     | Michael Zepek   |
| 7  | Germania (bandiera) | C     | René Ochs       |
| 8  | Germania (bandiera) | C     | Enrico Gaede    |
| 9  | Germania (bandiera) | C     | Danijel Gatarić |
| 10 | Germania (bandiera) | A     | Thorsten Bauer  |
| 11 | Germania (bandiera) | D     | Stefan Markolf  |
| 12 | Germania (bandiera) | P     | Tobias Wolf     |
| 13 | Germania (bandiera) | A     | Thomas Brechler |
| 16 | Germania (bandiera) | A     | Manuel Pforr    |

| N. |                        | Ruolo | Calciatore          |
| -- | ---------------------- | ----- | ------------------- |
| 17 | Afghanistan (bandiera) | C     | Harez Habib         |
| 18 | Germania (bandiera)    | C     | Philipp Bruns       |
| 20 | Germania (bandiera)    | C     | Kevin Wölk          |
| 21 | Germania (bandiera)    | D     | Florian Heussner    |
| 23 | Germania (bandiera)    | D     | Marcel Lenz         |
| 25 | Germania (bandiera)    | C     | Dennis Tornieporth  |
| 26 | Germania (bandiera)    | C     | Sebastian Busch     |
| 29 | Germania (bandiera)    | P     | Pascal Formann      |
| 32 | Germania (bandiera)    | D     | Sebastian Gundelach |
| 33 | Germania (bandiera)    | C     | Moritz Murawski     |
| 34 | Germania (bandiera)    | C     | Dennis Joedecke     |
| 38 | Germania (bandiera)    | C     | Markus Unger        |
|    | Germania (bandiera)    | A     | Mario Kilian        |

## Organigramma societario
Area tecnica
- Allenatore: Mirko Dickhaut
- Allenatore in seconda: Dominik Suslik
- Preparatore dei portieri:
- Preparatori atletici:
- Analisi video:

## Calciomercato

### Sessione estiva
| Acquisti | Acquisti        | Acquisti           | Acquisti |
| R.       | Nome            | da                 | Modalità |
| -------- | --------------- | ------------------ | -------- |
| C        | Markus Unger    | Kickers Emden      |          |
| A        | Thomas Brechler | Wolfsburg II       |          |
| C        | Philipp Bruns   | SC Weende          |          |
| P        | Pascal Formann  | Cloppenburg        |          |
| D        | Stefan Markolf  | Wuppertal          |          |
| A        | Daniel Spieth   | Fresno P. Sunbirds |          |

| Cessioni | Cessioni              | Cessioni         | Cessioni |
| R.       | Nome                  | a                | Modalità |
| -------- | --------------------- | ---------------- | -------- |
| D        | Yusuf Barak           | Hessen Kassel II |          |
| C        | Antonio Bravo Sanchez | Baunatal         |          |
| A        | Lukas Lenz            | Siegen           |          |
| C        | Daniel Möller         | Großbardorf      |          |

### Sessione invernale
| Acquisti | Acquisti        | Acquisti       | Acquisti |
| R.       | Nome            | da             | Modalità |
| -------- | --------------- | -------------- | -------- |
| C        | Danijel Gatarić | Wormatia Worms |          |

| Cessioni | Cessioni      | Cessioni    | Cessioni |
| R.       | Nome          | a           | Modalità |
| -------- | ------------- | ----------- | -------- |
| A        | Daniel Spieth | OSC Vellmar |          |

## Risultati

### Regionalliga

#### Girone di andata
| Arbitro: | Jöllenbeck |

|                            |           |                             |
| Çamdal 22’, 52’ Wittek 36’ | Marcatori | 45’ Bauer 64’ Wölk 90’ Lenz |

| Arbitro: | Bandurski |

|                    |           |                                  |
| Bauer 34’ Wölk 42’ | Marcatori | 66’ (rig.) Melunovic 78’ Soriano |

| Ulma 22 agosto 2009, ore 14:00 CEST 3ª giornata | Ulma   | 0 – 0 referto | Hessen Kassel | Donaustadion (2 023 spett.)\| Arbitro: \| Cortus \| |
| Arbitro:                                        | Cortus |               |               |                                                     |

| Arbitro: | Nowak |

|                     |           |  |
| Wölk 4’, 8’ Ochs 9’ | Marcatori |  |

| Arbitro: | Bischof |

|            |           |                           |
| Müller 45’ | Marcatori | 75’ Bauer 83’ Tornieporth |

| Arbitro: | Steuer |

|                                                  |           |                            |
| Bauer 4’ (rig.), 40’ Ochs 30’ Lenz 64’ Zepek 69’ | Marcatori | 36’ Konrad 90’ Falkenmayer |

| Arbitro: | Baitinger |

|                        |           |                        |
| Dulleck 29’ Zoller 73’ | Marcatori | 16’ Gaede 71’ Brechler |

| Arbitro: | Kempter |

|              |           |  |
| Brechler 73’ | Marcatori |  |

| Arbitro: | Wessel |

|                             |           |          |
| Heyer 8’, 62’ Fleischer 90’ | Marcatori | 23’ Wölk |

| Arbitro: | Färber |

|              |           |  |
| Brechler 80’ | Marcatori |  |

| Arbitro: | Perl |

|              |           |          |
| Golinski 78’ | Marcatori | 36’ Lenz |

| Arbitro: | Osmers |

|              |           |               |
| Brechler 90’ | Marcatori | 82’ Caligiuri |

| Arbitro: | Schößling |

|  |           |                |
|  | Marcatori | 36’ Zimmermann |

| Arbitro: | Schlutius |

|                |           |           |
| Wollscheid 81’ | Marcatori | 46’ Unger |

| Kassel 21 novembre 2009, ore 14:00 CET 15ª giornata | Hessen Kassel | 0 – 0 referto | Kickers Stoccarda | Auestadion (2 500 spett.)\| Arbitro: \| Rafati \| |
| Arbitro:                                            | Rafati        |               |                   |                                                   |

| Arbitro: | Heitmann |

|            |           |                    |
| Hübner 83’ | Marcatori | 17’ Wölk 29’ Gaede |

| Arbitro: | Trautmann |

|                                        |           |             |
| Ochs 49’ Gundelach 56’ Tornieporth 67’ | Marcatori | 57’ Fischer |

#### Girone di ritorno
| Arbitro: | Skorczyk |

|              |           |             |
| Brechler 58’ | Marcatori | 90’ Trkulja |

| Arbitro: | Schößling |

|                               |           |                                             |
| Sökler 31’ Soriano 33’ (rig.) | Marcatori | 50’ (rig.) Gaede 66’ Brechler 83’ Gundelach |

| Arbitro: | Frömel |

|              |           |            |
| Brechler 79’ | Marcatori | 52’ Schürg |

| Arbitro: | Münch |

|            |           |                     |
| Rummel 90’ | Marcatori | 32’ Wölk 37’ Latifi |

| Arbitro: | Jablonski |

|                                            |           |                     |
| Gaede 1’ Wölk 19’ Unger 49’, 60’ Bauer 70’ | Marcatori | 28’ Ghasemi-Nobakht |

| Arbitro: | Baitinger |

|                  |           |                  |
| Ekounda 21’, 90’ | Marcatori | 61’ (rig.) Gaede |

| Arbitro: | Wijnen |

|                                           |           |  |
| Gaede 37’ Schiek 54’ (aut.) Gundelach 77’ | Marcatori |  |

| Arbitro: | Waschitzki-Günther |

|                 |           |                    |
| Heller 42’, 82’ | Marcatori | 5’ Unger 67’ Gaede |

| Arbitro: | Schwegler |

|          |           |           |
| Wölk 62’ | Marcatori | 30’ Heyer |

| Arbitro: | Schaal |

|                                |           |           |
| Heussner 82’ (aut.) Sprung 88’ | Marcatori | 41’ Gaede |

| Arbitro: | Ehlers |

|                         |           |                |
| Brechler 39’ Latifi 79’ | Marcatori | 50’ Bogdanovic |

| Arbitro: | Stein |

|                  |           |           |
| Brandstetter 52’ | Marcatori | 27’ Bauer |

| Arbitro: | Zacher |

|                          |           |  |
| Kettemann 30’ Mensah 65’ | Marcatori |  |

| Arbitro: | Steuer |

|                                          |           |            |
| Wölk 31’ (rig.) Gaede 68’ Bauer 81’, 85’ | Marcatori | 14’ Kotzke |

| Arbitro: | Müller |

|                                           |           |                               |
| Ivanuša 18’ Rizzi 20’ Marchese 85’ (rig.) | Marcatori | 5’, 49’ (rig.) Wölk 85’ Unger |

| Arbitro: | Nowak |

|          |           |  |
| Lenz 49’ | Marcatori |  |

| Arbitro: | Bärmann |

|           |           |                                     |
| Seitz 31’ | Marcatori | 9’ Gundelach 35’, 42’, 58’ Brechler |

## Statistiche

### Statistiche di squadra
| Competizione     | Punti | In casa | In casa | In casa | In casa | In casa | In casa | In trasferta | In trasferta | In trasferta | In trasferta | In trasferta | In trasferta | Totale | Totale | Totale | Totale | Totale | Totale | DR  |
| Competizione     | Punti | G       | V       | N       | P       | Gf      | Gs      | G            | V            | N            | P            | Gf           | Gs           | G      | V      | N      | P      | Gf     | Gs     | DR  |
| ---------------- | ----- | ------- | ------- | ------- | ------- | ------- | ------- | ------------ | ------------ | ------------ | ------------ | ------------ | ------------ | ------ | ------ | ------ | ------ | ------ | ------ | --- |
| Regionalliga sud | 59    | 17      | 10      | 6       | 1       | 34      | 13      | 17           | 5            | 8            | 4            | 29           | 28           | 34     | 15     | 14     | 5      | 63     | 41     | +22 |
| Totale           | 59    | 17      | 10      | 6       | 1       | 34      | 13      | 17           | 5            | 8            | 4            | 29           | 28           | 34     | 15     | 14     | 5      | 63     | 41     | +22 |

### Andamento in campionato
| Giornata  | 1 | 2  | 3  | 4 | 5 | 6 | 7 | 8 | 9 | 10 | 11 | 12 | 13 | 14 | 15 | 16 | 17 | 18 | 19 | 20 | 21 | 22 | 23 | 24 | 25 | 26 | 27 | 28 | 29 | 30 | 31 | 32 | 33 | 34 |
| --------- | - | -- | -- | - | - | - | - | - | - | -- | -- | -- | -- | -- | -- | -- | -- | -- | -- | -- | -- | -- | -- | -- | -- | -- | -- | -- | -- | -- | -- | -- | -- | -- |
| Luogo     | T | C  | T  | C | T | C | T | C | T | C  | T  | C  | C  | T  | C  | T  | C  | C  | T  | C  | T  | C  | T  | C  | T  | C  | T  | C  | T  | T  | C  | T  | C  | T  |
| Risultato | N | N  | N  | V | V | V | N | V | P | V  | N  | N  | P  | N  | N  | V  | V  | N  | V  | N  | V  | V  | P  | V  | N  | N  | P  | V  | N  | P  | V  | N  | V  | V  |
| Posizione | 7 | 11 | 12 | 8 | 4 | 3 | 3 | 3 | 5 | 4  | 4  | 4  | 6  | 6  | 7  | 5  | 4  | 4  | 4  | 4  | 4  | 3  | 3  | 3  | 3  | 4  | 4  | 4  | 4  | 4  | 4  | 4  | 4  | 4  |

Legenda:

Luogo: C = Casa; T = Trasferta. Risultato: V = Vittoria; N = Pareggio; P = Sconfitta.

### Statistiche dei giocatori
| T. Bauer       | 32 | 9  | 3  | 0 |
| T. Brechler    | 27 | 11 | 5  | 0 |
| P. Bruns       | 2  | 0  | 0  | 0 |
| S. Busch       | 4  | 0  | 0  | 0 |
| P. Formann     | 2  | 0  | 0  | 0 |
| E. Gaede       | 32 | 9  | 7  | 0 |
| D. Gatarić     | 11 | 0  | 2  | 1 |
| S. Gundelach   | 31 | 4  | 5  | 0 |
| H. Habib       | 29 | 0  | 6  | 0 |
| P. Herbold     | 0  | 0  | 0  | 0 |
| F. Heussner    | 28 | 0  | 4  | 1 |
| D. Joedecke    | 4  | 0  | 0  | 0 |
| C. Keim        | 13 | 0  | 4  | 0 |
| M. Kilian      | 1  | 0  | 0  | 0 |
| D. Lamczyk     | 25 | 0  | 0  | 1 |
| M. Latifi      | 24 | 2  | 3  | 0 |
| M. Lenz        | 33 | 4  | 3  | 0 |
| S. Markolf     | 17 | 0  | 2  | 1 |
| M. Murawski    | 1  | 0  | 0  | 0 |
| R. Ochs        | 34 | 3  | 3  | 0 |
| M. Pforr       | 3  | 0  | 1  | 0 |
| D. Spieth      | 1  | 0  | 0  | 0 |
| D. Tornieporth | 27 | 2  | 6  | 1 |
| M. Unger       | 22 | 5  | 7  | 0 |
| T. Wolf        | 9  | 0  | 0  | 0 |
| K. Wölk        | 32 | 12 | 12 | 0 |
| M. Zepek       | 16 | 1  | 2  | 0 |